# Janvier 1808

## Événements

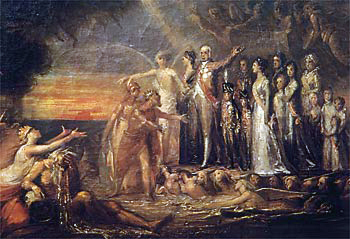
Allégorie montrant l'arrivée du prince Jean et de sa famille au Brésil.

- Napoléon fait occuper le Pays-Basque et la Catalogne[1].

- 1er janvier :
  - États-Unis : la loi du 2 mars 1807[2] sur l'interdiction de l’importation d’esclaves entre en vigueur.
  - Herman Willem Daendels prend ses fonctions de gouverneur des Indes orientales néerlandaises à Batavia (fin en 1810)[3].
  - La Sierra Leone devient la première colonie de la couronne britannique en Afrique noire[4].
- L'importation d'esclaves aux États-Unis est interdite[5].

- 4 janvier, France : le comte Bigot de Préameneu (1747-1825) devient ministre des cultes.

- 13 janvier : Alexis Araktcheïev est nommé ministre de la Guerre en Russie (fin en 1810)[6].

- 21 janvier, Brésil : le roi Jean VI de Portugal arrive à Bahia avec une flotte de 20 navires transportant de 10 000 à 15 000 personnes[7].

- 26 janvier : début de la révolte du rhum. Le gouverneur de Nouvelle-Galles du Sud, William Bligh est déposé. Il sera remplacé par Lachlan Macquarie, qui prend ses fonctions le 1er janvier 1810[8].

- 28 janvier : décret d'ouverture des ports brésiliens aux nations amies[9]. A Bahia, sur le conseil de l’économiste José da Silva Lisboa, futur vicomte de Cairu, le roi ouvre le Brésil au commerce extérieur[10].

## Naissances
- 29 janvier : Auguste de Châtillon, peintre, sculpteur et poète français († 26 mars 1881).